# رکود اقتصادی
از دوره رکود، به عنوان دوره کسادی و بحران نیز یاد می‌شود. این دوره در مقابل دوره رونق قرار دارد. در این دوره حجم تولید و تجارت کاهش می‌یابد، به خصوص در مورد کالاهای بادوام، به طوری که در مورد بعضی از آن‌ها معمولاً حجم تولید به کم‌تر از حجم مصرف نیز می‌رسد. عدم اشتغال در دوره رکود به پایین آمدن قیمت مزارع و کارایی بالای نیروی کار منجر می‌شود. نرخ بهره پایین می‌آید مگر در مواردی که ریسک بالا باشد. سایر هزینه‌ها گرایش به کاهش داشته و هماهنگ با قیمت فروش خواهد بود.
آثار رکود:

## تعاریف

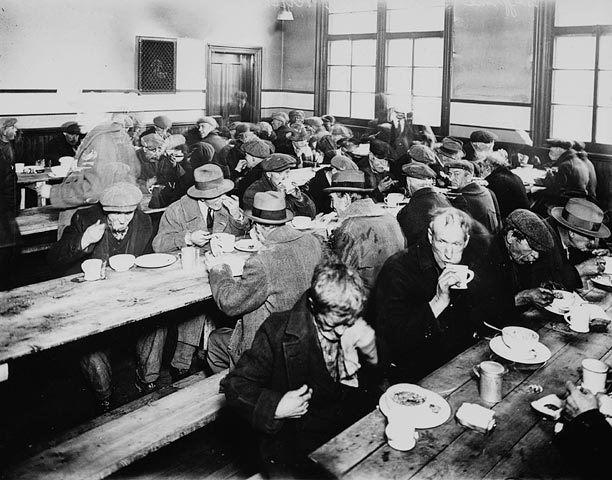
از دوره رکود، به عنوان دوره کسادی و بحران نیز یاد می‌شود

درنظر اول عبارت است از پیدا شدن «اضافه تولید» یعنی پرشدن بازار از کالاهایی که مشتریِ ندارد. وقتی در بازار مشتری نباشد و کالاها فروش نرود طبعاً تولید کالاها نیز کاهش یافته و متوقف می‌شود
و به دنبال آن تعطیلی کارخانه‌ها و بیکاری وسیع و میلیونی کارگران پیش می‌آید که به نوبه خود فروش کالاها را باز هم دشوارتر کرده و بر عمق بحران می‌افزاید سیستم اعتباری سرمایه‌داری از کار بازمی‌ماند، بدهکاران توان پرداخت بدهی خود را در سر موعد از دست می‌دهند. بهای سهام شرکت‌ها در بازار تنزل می‌کند، موسسات سرمایه‌داری یکی پس از دیگری ورشکست می‌شوند.
بنا به تعریف رکود اقتصادی در چارچوب چرخه اقتصادی، دوره‌ای را گویند که اقتصاد حالت انقباضی به خود می‌گیرد و کوچک می‌شود. به عبارت دیگر رشد اقتصادی در این دوره منفی است. این مدت معمولاً دو دوره ۳ ماهه پی در پی تعریف می‌شود. تعریف کلی تری که از رکود اقتصادی ارائه می‌شود عبارت است از پایین آمدن قابل توجه فعالیت‌ها در کل اقتصاد که حداقل چند ماه به طول انجامد. اثرات رکود اقتصادی معمولاً به حدی است که در بخش‌های مختلف اقتصاد از قبیل رشد تولید ناخالص داخلی، اشتغال، درآمدهای واقعی، تولید صنعتی و قیمت‌های عمده و خرده فروشی قابل مشاهده است. رکود اقتصادی به علت پایین آمدن تقاضا به وجود می‌آید.

## تفاوت کسادی و رکود اقتصادی
سیر نزولی رشد اقتصادی که برای چند دوره سه‌ماهه ادامه یابد، نشاندهنده وضعیت «کسادی» اقتصادی است وهرگاه این دوره زمانی بیشتر شود «رکود» اقتصادی نامیده می‌شود درموردی که رشد اقتصادی برای مدتی آهسته اما غیر منفی باشد اصطلاحاً به «توقف رکودی» معروف است. کسادی، رکود و توقف رکودی را معمولاً تحت عنوان بحران مالی طبقه‌بندی نمی‌کنند زیرا از مواردی هستند که علاوه بر بازارهای مالی سایر بازارها را تحت تأثیر قرار می‌دهند. بسیاری از کارشناسان معتقدند که این موارد نیز تحت تأثیر بحران‌های مالی شکل گرفته‌اند به عنوان مثال رکود عظیم اقتصادی دهه ۱۹۳۰درپی وقوع بحرانهای مالی مانند:هجوم بانکی، سقوط بازار سهام به وجود آمد. بحران‌های وام‌های رهنی پرخطر و ترکیدگی حباب مسکن، درآمریکا و برخی کشورهای دیگر را فراهم کرده‌است.

## دلایل ایجاد رکود اقتصادی
رکود اقتصادی می‌تواند بی‌نهایت دلیل اقتصادی و حتی ریشه‌های اجتماعی یا سیاسی داشته باشد.
- عوامل ناشی از متغیرهای اقتصادی جهانی
- عدم توازن در عرضه و تقاضا
- کاهش میزان عرضه و تقاضا در اثر سیاست‌های پولی انقباضی
- نوسان‌های نرخ بهره و تورم
- دریافت وام در دوران رونق اقتصادی
- کاهش دستمزدها
- کاهش اعتماد مصرف کننده
- شوک های خارجی مثل افزایش قیمت نفت
- فروپاشی بانک ها

## رکودهای عمده
ازجمله بحرانهایی که اقتصاد آمریکا و دنیا را تحت تأثیر قرار داد می‌توان به موارد زیر اشاره کرد:

### هراس ۱۸۳۷
هراس مالی که در بهار ۱۸۳۷ اقتصاد آمریکا را در کام خود فرو برد، از جمله شدیدترین بحران‌های بانکی تاریخ این کشور بود و رکودی را در میدان کسب‌وکار آن پدیدآورد که تا شش سال نتوانست از زیر بارش کمر راست کند. ورشکستگی و زیان‌های واردشده بر بانک‌ها از محل وام‌هایی که پرداخته بودند، ارزش دارایی‌هایشان را در پنج سال بعد ۴۵ درصد کاهش داد و ۱۹۴ بانک از ۷۲۹ بانکی که آن هنگام مجوز داشتند، وادار شدند که درهایشان را به روی مشتریان ببندند. قیمت اوراق بهادار بانکها، شرکت‌های خطوط راه‌آهن و صنایع در بازارهای بورس آغازین آن روزگار سقوط کرد. بر این پایه، بروز این آشوب را واقعاً می‌توان به ورشکستگی بانک‌ها و عدم اعتماد افراد به پول کاغذی که در آن زمان داشت رواج می‌یافت، نسبت داد. همهٔ بانک‌ها دست از پرداخت در قالب سکه‌های طلا و نقره شستند، چون به خاطر تعطیلی «بانک دوم» آمریکا مردم به آن‌ها هجوم آورده بودند. گذشته از بخش مالی، اثرات این بحران بر اقتصاد واقعی نیز چشمگیر بود. در میان بحران‌های مالی سده ۱۹ آمریکا، تنها بحران ۱۸۹۳ کاهشی بزرگ‌تر از این بحران را در سرمایه‌گذاری پدیدآورد. در پی هراس سال ۱۸۳۷ رکودی پنج ساله در اقتصاد آمریکا پدید آمد، تعداد زیادی از بانک‌ها ورشکست شدند، حباب بازار مسکن ترکید و بیکاری تا اندازه بی‌سابقه‌ای بالا رفت.

### رکود بزرگ ۱۹۲۹
رکود ۱۹۲۹ فاجعه‌بارترین و خانمان‌براندازترین بحران و شناخته‌شده‌ترین سقوط بازار بورس در طول تاریخ اقتصاد آمریکا و دنیا بود. رکود اقتصادی شدیدی بود که در دهه پیش از جنگ جهانی دوم در دنیا درگرفت. زمان وقوع رکود بزرگ در کشورهای مختلف فرق می‌کرد، اما در بیشتر آن‌ها تقریباً در سال ۱۹۲۹ آغاز شد و تا دههٔ ۱۹۳۰ یا اوایل دههٔ ۱۹۴۰ ادامه یافت. بعد از رشد فزاینده بورس‌بازی در آمریکا در سال‌های پایانی دهه ۱۹۲۰ که تا اندازه‌ای بر رشد صنایع تازه‌ای همچون خودروسازی و خبرپراکنی رادیویی استوار بود، شاخص سهام بازار بورس نیویورک در پنج‌شنبه، ۲۴ اکتبر ۱۹۲۹، ۱۳ درصد افت کرد. بورس‌بازی در بازار به گرفتاری ملی این کشور در دهه ۲۰ بدل شده بود و تازه‌واردها وام‌های سنگینی می‌گرفتند تا بتوانند قیمت پیشنهادی‌شان را برای خرید بالاتر برند. با آغاز کندی سرعت رشد اقتصاد در ۱۹۲۹، قیمت‌ها روندی کاهشی در پیش گرفتند و با سقوط بازار در اکتبر، اقتصاد آشفته شد. سقوط بازار بورس در سال ۱۹۲۹ چندین ریشه در پس خود داشت. ضعف‌های ساختاری و رخدادهای خاصی که این سقوط را به رکودی بزرگ بدل کرد و شیوه گسترش بحران در میان کشورهای مختلف، از جمله این ریشه‌ها بود. مورخان بر عواملی ساختاری چون ورشکستگی گسترده بانک‌ها و سقوط بازار بورس اشاره می‌کنند. در برابر، اقتصاددانانی مانند میلتون فریدمن با انگشت، عواملی مالی نظیر اقدامات فدرال‌رزرو در کاهش عرضه پول و نیز تصمیم انگلستان برای بازگشت به نظام پایه طلا با نسبت‌های پیش از جنگ جهانی اول را نشان می‌دهند و آن‌ها را در بروز بحران مقصر می‌دانند.
نظریه‌های کنونی دربارهٔ ریشه رکود بزرگ را می‌توان به‌طور کلی به دو دسته دیدگاه‌های اصلی و چندین نگرش هترودکس تقسیم کرد. در دسته نخست کینزی‌ها و اقتصاددانان نهادگرا قرار دارند که بر جانب تقاضای اقتصاد تأکید می‌کنند و عواملی همچون ناکافی بودن مصرف، سرمایه‌گذاری بیش از حد، ناتوانی مقامات دولتی و نیز ازکارافتادگی تجارت بین‌المللی را از ریشه‌های بحران می‌دانند. دسته دوم مانتاریست‌ها هستند که اعتقاد دارند رکود بزرگ در آغاز یک کسادی عادی بود، اما اشتباهات بزرگ سیاستی مقامات پولی و به ویژه فدرال‌رزرو به کاهش عرضه پول انجامید و وضع اقتصاد را به وخامت کشاند. در برابر این دو گروه، اتریشی‌ها و نیوکلاسیکها به عواملی دیگر مانند سیاست‌های بارشده بر بازار نیروی کار و اثرات حجم پول بر اقتصاد کلان و چگونگی ختم سیاست‌های بانک مرکزی به سرمایه‌گذاری نامناسب اشاره می‌کنند.
باری، اقتصاد دنیا تعادل نداشت، کشورهای اروپایی زیر بار سنگین بدهی‌ها و مالیات‌ها دست و پا می‌زنند و افزایش بورس‌بازی در سال‌های پایانی دهه ۱۹۲۰ قیمت سهام شرکت‌ها را به سطوحی بسیار فراتر از ارزش واقعی آن‌ها رسانده بود. در ۱۹۳۲ نزدیک به ۹۰ درصد از ارزش سهام بازار دود شده و به هوا رفته بود. حجم اقتصاد آمریکا به نصف رسید. در اوج رکود بزرگ در سال ۱۹۳۳، ۲۴/۹ درصد از نیروی کار آمریکا بیکار شده بود. افزون بر آن هر چند کشاورزان به معنای فنی کلمه «بیکار» نبودند، اما افت شدید قیمت محصولات زراعی مایه آن شد که مزارع و خانه‌های خود را از کف دهند. کل نظام مالی آمریکا فروپاشید. بسیاری از اقتصاددانان، چه دست چپی و چه دست راستی، پاسخ مقامات را نامناسب خواندند و به نقد آن نشستند. با وجود تلاش‌های دولت فدرال به میانجی برنامه نیودیل، آمریکا تا پیش از جنگ جهانی دوم نتوانست دامن از این بحران برکشد. ۲۵ سال طول کشید تا شاخص صنعتی داوجونز به سطوح پیش از سال ۱۹۲۹ بازگردد.

### پیامدهای رکود دهه۳۰
تأثیر این سقوط بر اقتصاد واقعی بسیار ویرانگر بود، چه این که گستردگی مالکیت سهام مایه آن شد که خسارت‌ها بر گرده مصرف‌کنندگان بی‌شماری از طبقه متوسط وارد آید. آن‌ها خرید کالاهای مصرفی بزرگ همچون خودرو و خانه را کاهش دادند و بنگاه‌ها نیز در این میان سرمایه‌گذاری را به تعویق انداختند و کارخانه‌هایشان را تعطیل کردند.
رکود بزرگ پیامدهای سیاسی بی‌شماری داشت. از جمله رویکردهای لیبرال در میدان اقتصاد کنار گذاشته شد و روزولت سیاست‌های کینزی را به جایشان نشاند و به این ترتیب نقش دولت فدرال در اقتصاد آمریکا بسیار بزرگ شد. بین سال‌های ۱۹۳۳ و ۱۹۳۹ مخارج دولت فدرال سه برابر شد و منتقدین روزولت او را متهم می‌کردند که دارد لباس سوسیالیسم بر تن آمریکا می‌پوشاند. رکود بزرگ عاملی مهم در پیدایش سوسیال‌دموکراسی و اقتصادهای برنامه‌ریزی‌شده در کشورهای اروپایی بعد از جنگ جهانی دوم بود. هر چند اقتصاددانان اتریشی از دهه ۱۹۲۰ به نقد باورهای کینز نشسته بودند، اما دردهه ۱۹۷۰ و تحت تأثیر فریدمن بود که رویکرد کینزی در میدان سیاست زیر سؤال رفت.

### رکود یونان
پس از انتخابات سال ۲۰۰۹، اقتصاد یونان در مرکز توجه بین‌المللی قرار گرفت. تمرکز اصلی روی وضعیت
بودجه‌ای این کشور بوده‌است که پس از بحران مالی، شبیه بسیاری از کشورها در حوزه یورو و بقیه جهان به وخامت گراییده‌است. علاوه بر این، اقتصاد یونان پس از بسیاری سال‌ها رشد بالای اقتصادی، در سال ۲۰۰۹ وارد رکود شد که هنوز هم پایانی بر آن متصور نیست. اگر به شاخص‌های کلان اصلی اقتصاد یونان نگاه کنیم، در ۲۰ سال گذشته، هنگام آماده شدن برای ورود به حوزه یورو و خصوصاً پس از ورود، بهبود قابل توجهی پیدا کردند. اما در کل دوره، مشکل اساسی این کشور مالیه عمومی و رقابت‌پذیری بین‌المللی بوده‌است. دوره‌های کوتاهی از بهبود کسری بودجه وجود داشته‌است اما دوره‌های طولانی‌تر افزایش کسری بودجه خصوصاً طی انتخابات دیده می‌شود.
بدهی عمومی بالا، که عمدتاً در دهه ۱۹۸۰ انباشته شده بود. از دهه ۱۹۸۰ به این سو، بدهی عمومی به مدت ۲۰ سال حدود ۱۰۰ درصد GDP تثبیت شده بود. یونان تا سال ۲۰۰۸ هیچ مشکلی برای تأمین مالی این بدهی نداشت. اما در شرایط بحران مالی بین‌المللی، تهیه منابع مالی جدید بسیار دشوار می‌شود. این مشکل پس از انتخابات اکتبر ۲۰۰۹ جدی‌تر شد، زمانی که یونان هدف موج انتقادات مطبوعات بین‌المللی، سازمان‌های جهانی، موسسات رتبه‌بندی و کمیسیون اروپایی قرار گرفت. به رغم این واقعیت که وضعیت مالی در ۲۰۰۹، تقریباً در همه اقتصادهای جهان بدتر شد، و در بسیاری موارد حتی بدتر از یونان بود، اما یونان خود را در مرکز بحران یافت. بحران مالی برای یونان، یک بحران بدهی شد. این حالت به سه دلیل اتفاق افتاد. نخست و از همه مهم‌تر، سطح بالای بدهی تثبیت‌شده یونان از ابتدای دهه ۱۹۹۰ بود که به ۱۰۰ درصد GDP می‌رسید. دوم اعلان ناگهانی بدتر شدن کسری بودجه در سال ۲۰۰۹ توسط دولت جدید بود. این باعث شگفت‌زدگی بازارها شد چون که دولت پیشین تأکید داشت به سطح کسری بسیار پایینی رسیده‌است. دلیل سوم، تأخیر دولت جدید در مقابله با وضعیت نابسامان بودجه‌ای و ایرادات برنامه اعلام‌شده بود.
این سه دلیل، زمینه را برای حمله بی‌امان سفته‌بازان به اوراق قرضه یونان آماده کرد و به بحران شدید اعتماد منجر شد که تا به امروز ادامه دارد. تحت این شرایط، دولت یونان چاره‌ای جز شتاب بخشیدن به اجرای اصلاحات ساختاری ندارد که در شرایط مختلف، به صورت تدریجی اجرا شود. یونان اینک هیچ گزینه‌ای مگر پیروی از یک برنامه خصوصاً حاد تعدیل بودجه‌ای و اصلاحات ساختاری ندارد. در حالت ایدئال، هدف باید استحکام بودجه‌ای و تقویت توان رقابتی کشور باشد که به بهبود اوضاع اقتصادی کمک می‌کند. یونان باید به سمت کاهش کسری بودجه زیر میانگین حوزه یورو در عرض سه سال حرکت کند. همچنین باید بدهی عمومی به نسبت GDP را تا سال ۲۰۱۱ تثبیت کرده و در دهه آینده به شدت کاهش دهد. فقط وجود قواعد بودجه‌ای کاملاً معتبر است که بازارها، موسسات رتبه‌بندی و شرکای اروپایی یونان را متقاعد می‌کند
جورج الوگسکوفیس استاد اقتصاد در دانشگاه آتن است. او در سال‌های ۲۰۰۴ تا ۲۰۰۹ وزیر اقتصاد یونان و عضو «گروه یورو» بود. او اعلام کرده بود داده‌هایی که نشان می‌دهند یونان حائز شرایط الحاق به یورو است، نادرست هستند